# Девонпорт (аэропорт)
Аэропо́рт Девонпорта (англ. Devonport Airport), (ИАТА: DPO, ИКАО: YDPO) — гражданский региональный аэропорт города Девонпорт (Тасмания, Австралия), расположенного на северном побережье острова Тасмания, у Бассова пролива, отделяющего Тасманию от континентальной Австралии.
Аэропорт Девонпорта расположен примерно в 8 км восточнее центральной части города.

## Основные сведения и показатели
Аэропорт Девонпорта находится на высоте 10 м над уровнем моря. У него есть две взлётно-посадочных полосы: 06/24 с асфальтовым покрытием (длиной 1838 м и шириной 45 м) и 14/32 с травяным покрытием (длиной 880 м и шириной 30 м).
Авиакомпания QantasLink — региональное подразделение компании Qantas — выполняет полёты из Девонпорта в Мельбурн (согласно расписанию 2011 года, 4 полёта в день), а региональная компания Tasair — в Хобарт и на остров Кинг.
По количеству перевезённых пассажиров Аэропорт Девонпорта занимает 3-е место среди аэропортов Тасмании, вслед за Международным аэропортом Хобарта и Аэропортом Лонсестона. По этому же показателю для всех аэропортов Австралии Аэропорт Девонпорта в 2009/2010 финансовом году занимал 39-е место.

## Авиакомпании и пункты назначения
Городские советы Девонпорта и Берни пытались заинтересовать авиакомпанию Virgin Australia (которая ранее называлась Virgin Blue) возможностью открытия рейсов из их аэропортов в Мельбурн — в случае Девонпорта, в дополнение к рейсам, осуществляемым QantasLink. Virgin Australia изучала эти предложения, но не делала официальных заявлений по этому поводу.

## Статистика пассажироперевозок
| Год       | Пассажиров | Взлётов-посадок |
| --------- | ---------- | --------------- |
| 1985/1986 | 297 567    | 12 652          |
| 1990/1991 | 185 256    | 7298            |
| 1995/1996 | 130 250    | 6828            |
| 2000/2001 | 129 328    | 7127            |
| 2005/2006 | 92 805     | 4335            |
| 2010/2011 | 139 019    | 4423            |
| 2015/2016 | 145 110    | 4416            |
| 2020/2021 | 35 977     | 1206            |